# Чаган (језеро)
Чаган или Балапан је вештачко језеро у Казахстану. Настало је на месту експлозије нуклеарног оружја, који је тадашњи СССР тестирао на подручју Казахстана, односно на Семипалатинском истраживачком полигону (рус. Семипалатинский испытательный полигон, енгл. Semipalatinsk Test Site,STS or Semipalatinsk-21). Чаганска нуклеарна проба је била 15. јануара 1965. године. На месту експлозије створио се огромни кратер који се испуњавао водом ријеке Чаган, што је допринело стварању језера. Чаган је радиоактивно језеро.